# لایزاخ
لایزاخ (به آلمانی: Leisach) یک شهر در اتریش است که در لاینس واقع شده‌است. لایزاخ ۳۳٫۳ کیلومتر مربع مساحت دارد ۷۱۰ متر بالاتر از سطح دریا واقع شده‌است.